# کنجی فوجیناکا
کنجی فوجیناکا (انگلیسی: Kenji Fujinaka؛ زادهٔ ۲۸ نوامبر ۱۹۴۷) بازیکن هندبال اهل ژاپن بود.